# Ponte Chiodo

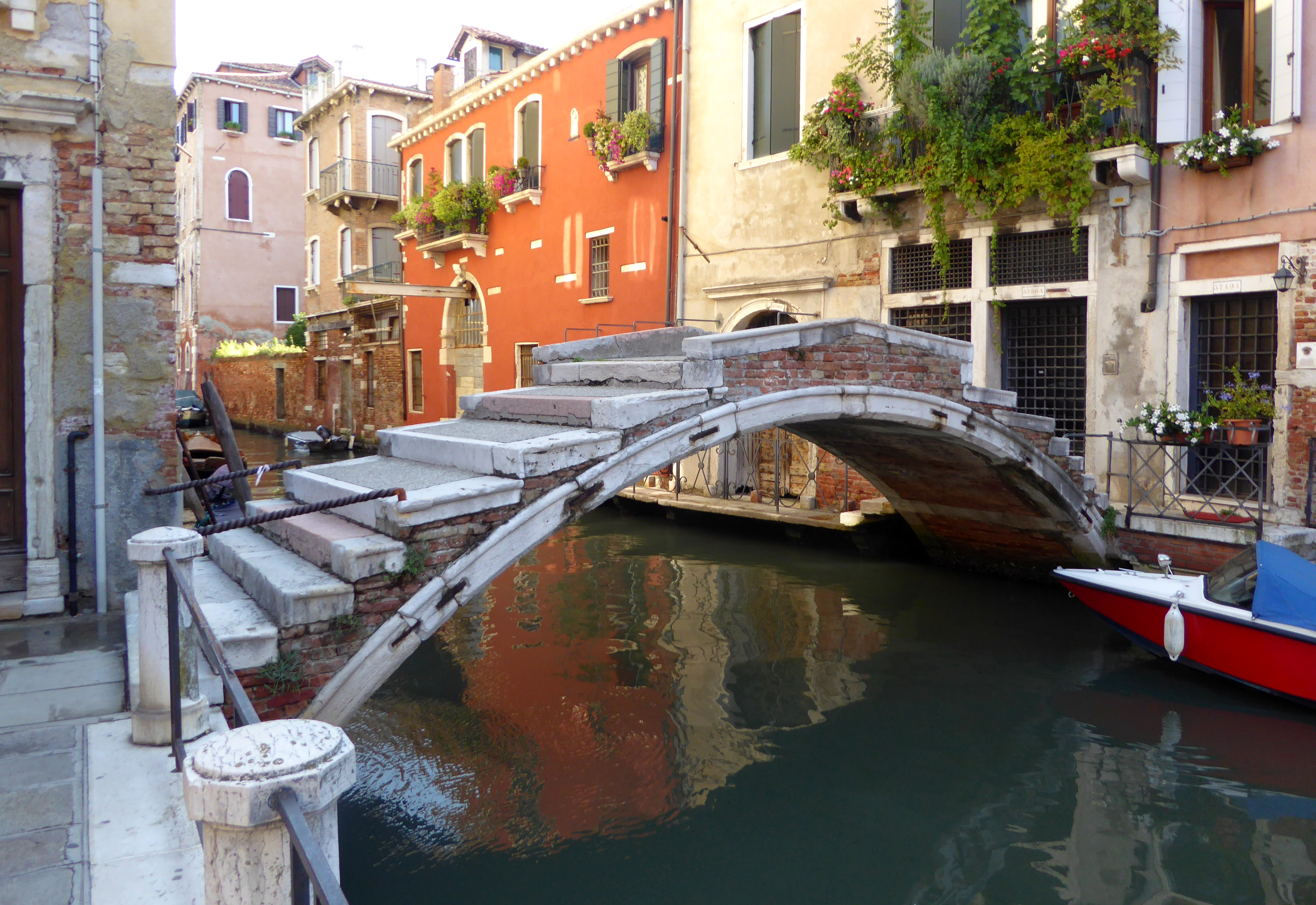
Ponte Chiodo

Die Ponte Chiodo ist eine Segmentbogenbrücke im Sestiere Cannaregio in Venedig. Sie ist die einzige der über 400 Brücken Venedigs, die keine Brückenbrüstung besitzt.

## Lage
Die Brücke liegt an den Fondamenta San Felice unweit der Kirche San Felice und der Scuola Grande di Santa Maria della Misericordia. Sie ist die nördlichste von vier Brücken über den Rio San Felice, einen nördlichen Seitenkanal des Canal Grande.

## Beschreibung und Geschichte
Bei der Chiodo-Brücke handelt es sich um eine der mehr als hundert Privatbrücken der Stadt. Sie wurde wahrscheinlich zu Beginn des 18. Jahrhunderts von der Familie Chiodo als Zugangsbrücke für ihr Privathaus errichtet. Sie endet auf ihrer Ostseite noch immer direkt vor einer Haustür.
Die Brücke wurde aus Mauerziegeln und istrischem Stein errichtet und weist gleich mehrere architektonische Eigenheiten auf. So ist sie die einzige Brücke in Venedig, die ohne Brüstung auskommt. Diese Brückenbauweise war bis in das 19. Jahrhundert vorherrschend in der Lagunenstadt. Erst nach dem Niedergang der Republik Venedig wurden unter der österreichischen Herrschaft die Brücken aus Sicherheitsgründen mit Brüstungen (venezianisch bande) versehen. Nur die Ponte del Diavolo aus dem 15. Jahrhundert auf Torcello weist sonst noch diese ursprüngliche Bauweise auf. Als weitere Besonderheit ist der Abstand zwischen den Treppenstufen so breit angelegt, dass auch Pferde mühelos die Brücke überwinden konnten. 1930 wurde sie restauriert.
Die Ponte Chiodo gilt neben der Rialto- und der Seufzerbrücke zu den am meisten fotografierten Brücken Venedigs. Sie diente als Szene für den 1955 gedrehten US-amerikanischen Spielfilm Traum meines Lebens mit Katharine Hepburn.